# Batterie radicalaire organique
Une batterie radicalaire organique (en anglais organic radical battery, ORB) est un type de batterie développé à partir des années 1980.  Les ORB sont potentiellement plus respectueuses de l'environnement que les batteries classiques à base de métal, car ils utilisent des molécules ou polymères organiques (composés majoritairement de carbone, hydrogène, oxygène et azote) pour fournir de l'énergie électrique au lieu des métaux. Des prototypes fonctionnels de batteries ont été étudiés et développés par différents groupes de recherche et sociétés, dont la société japonaise NEC.  Cependant, le développement de ce type de batterie reste encore au stade de recherche et aucun dispositif n'est commercialisé à grande échelle. 
La caractéristique des batteries radicalaires organiques est l'utilisation de radicaux stables, permettant donc d'utiliser uniquement des électrons en tant que porteurs de charge, au lieu d'ions dans les batteries plus classiques. Par exemple, le radical nitroxyle du TEMPO, la sous-unité la plus couramment utilisée dans les ORB, est un radical moléculaire stable centré sur l'oxygène. Ici, le radical est stabilisé par délocalisation des électrons de l'azote vers l'oxygène. Les radicaux TEMPO peuvent être attachés aux squelettes polymères pour former par exemple du poly(méthacrylate de 2,2,6,6-tétraméthylpipéridényloxy-4-yle) (PTMA). Les ORB à base de PTMA ont une densité de charge légèrement supérieure à celle des batteries Li-ion conventionnelles, ce qui devrait théoriquement permettre à une ORB de fournir plus de charge qu'une batterie Li-ion de taille et de poids similaires. 
La recherche sur les batteries radicalaires contribue également à la recherche sur les batteries à base de métaux, car les composés développés pour les ORB sont aussi envisagés ou utilisés pour remplacer une partie des composants des accumulateurs classiques.

## Applications
Les batteries à base de polymères radicalaires à bases de nitroxyles possèdent théoriquement une densité de charge similaire à celle des batteries Lithium-ion (147 mA h g−1 contre 140 mA h g−1 pour {\displaystyle {\ce {LiCoO2}}}(Dioxyde de cobalt et de lithium) ) et pourraient donc les remplacer. 
Les premières applications envisagées par NEC, en 2005, étaient des dispositifs de batterie de secours tels qu'une alimentation d'ordinateur en cas de coupure d'électricité. Les batteries à base de polymères pourraient être utilisées dans des objets très fins et flexibles, permettant par exemple l'alimentation de cartes à puces ou de l'électronique flexible, mais la capacité réelle des prototypes reste sensiblement faible.

## Avantages
Les batteries radicalaires organiques sont potentiellement beaucoup plus respectueuses de l'environnement que les batteries Li-ion car les ORB ne contiennent pas de métaux comme le Lithium ou le Cobalt dont l'impact de l'extraction peut être important. Les ORB sont non toxiques et ininflammables,.  
Un autre avantage des batteries radicalaires est la vitesse des réactions d'oxydo-réduction qui se produisent lors d'une charge ou d'une décharge. Cela permet d'effectuer une charge de la batterie beaucoup plus rapide que les technologies actuelles, en délivrant des puissances élevées.
L'utilisation de polymères permet également d'envisager des méthodes de fabrication facilitées, comme l'impression, pour générer des films fins.

## Inconvénients
Bien que considérées théoriquement comme environnementalement plus performantes, les actuels différents composants élaborés pour de telles batteries sont tous issus de ressources fossiles.
Les polymères radicalaires étant intrinsèquement peu conducteurs, une grande quantité d'additifs est nécessaire, jusqu'à 50% massique, ce qui limite donc les capacités massiques.